# Coatbridge and Chryston (circonscription du Parlement britannique)
Pour les articles homonymes, voir Coatbridge and Chryston.
Circonscription parlementaire de la Chambre des Communes
Coatbridge and Chryston était une circonscription représentée à la Chambre des communes du Parlement du Royaume-Uni. Il a élu un Membre du Parlement (MP) de 1997 à 2005.
Elle a ensuite été remplacée par la circonscription de Coatbridge, Chryston & Bellshill.

## Limites
Les divisions des districts électoraux de Monklands de Coatbridge North et East, et Coatbridge South ; et la division du district électoral de Strathkelvin et de Chryston[Quoi ?].

## Membre du Parlement
| Élection | Élection | Membre                                                        | Membre                                                        | Parti                                                         |
| -------- | -------- | ------------------------------------------------------------- | ------------------------------------------------------------- | ------------------------------------------------------------- |
|          | 1997     | Tom Clarke                                                    |                                                               | Travailliste                                                  |
| 2005     | 2005     | circonscription abolie: voir Coatbridge, Chryston & Bellshill | circonscription abolie: voir Coatbridge, Chryston & Bellshill | circonscription abolie: voir Coatbridge, Chryston & Bellshill |

## Élections

### Élections dans les années 2000
| Parti         | Parti                | Candidat             | Voix   | %    | ±     |
| ------------- | -------------------- | -------------------- | ------ | ---- | ----- |
|               | Travailliste         | Tom Clarke           | 19,807 | 65,3 | −3.0  |
|               | SNP                  | Peter Kearney        | 4,493  | 14,8 | −2.2  |
|               | Libéral Démocrate    | Alistair Tough       | 2,293  | 7,6  | +2.2  |
|               | Conservateur         | Walter Ross-Taylor   | 2,171  | 7,2  | −1.4  |
|               | Scottish Socialist   | Lynn Sheridan        | 1,547  | 5,1  | New   |
| Majorité      | Majorité             | Majorité             | 15,314 | 50,5 | -0.8  |
| Participation | Participation        | Participation        | 30,311 | 58,1 | −14.2 |
|               | Travailliste retenir | Travailliste retenir | Swing  |      |       |

### Élections dans les années 1990
| Parti         | Parti                                  | Candidat        | Voix   | %    | ± |
| ------------- | -------------------------------------- | --------------- | ------ | ---- | - |
|               | Travailliste                           | Tom Clarke      | 25,694 | 68,3 | ' |
|               | SNP                                    | Brian Nugent    | 6,402  | 17,0 |   |
|               | Conservateur                           | Andrew Wauchope | 3,216  | 8,6  |   |
|               | Libéral Démocrate                      | Morag E. Daly   | 2,048  | 5,4  |   |
|               | Référendum                             | Bernard Bowsley | 249    | 0,7  |   |
| Majorité      | Majorité                               | Majorité        | 19,292 | 51,3 |   |
| Participation | Participation                          | Participation   | 37,609 | 72,3 |   |
|               | Travailliste vainqueur (nouveau siège) |                 |        |      |   |